# Potències de l'Eix
Les Potències de l'Eix eren els estats oposats als Aliats durant la Segona Guerra Mundial. Els tres principals Poders de l'Eix eren: Alemanya, Itàlia i l'Imperi Japonès.
Després de la victòria alemanya sobre França (juny 1940), part del govern francès va decidir col·laborar amb els nazis, era la França de Vichy. Més tard, els països de l'est d'Europa es van veure pressionats per Hitler perquè s'unissin a l'Eix: Romania ho va fer el juliol de 1940, Hongria el novembre següent i Bulgària el març de 1941. Iugoslàvia s'hi va unir a contracor el 25 de març de 1941, però dos dies després hi va haver un cop d'estat anti-Eix que va desencadenar l'ocupació alemanya del país. Un altre cas especial és Finlàndia, que va declarar la guerra a l'URSS però no a cap altre país i durant un temps se la va considerar com a aliat de l'Eix.
En el seu moment àlgid, l'aliança militar de les potències de l'Eix controlava imperis que dominaven grans parts d'Europa, Àsia, Àfrica i l'oceà Pacífic, però el desenvolupament de la Segona Guerra Mundial va acabar amb la seva derrota total. Igual que per als Aliats, la pertinença a l'Eix va ser fluida, i algunes nacions van entrar i després sortir segons el decurs de la guerra.

## Forces bel·ligerants

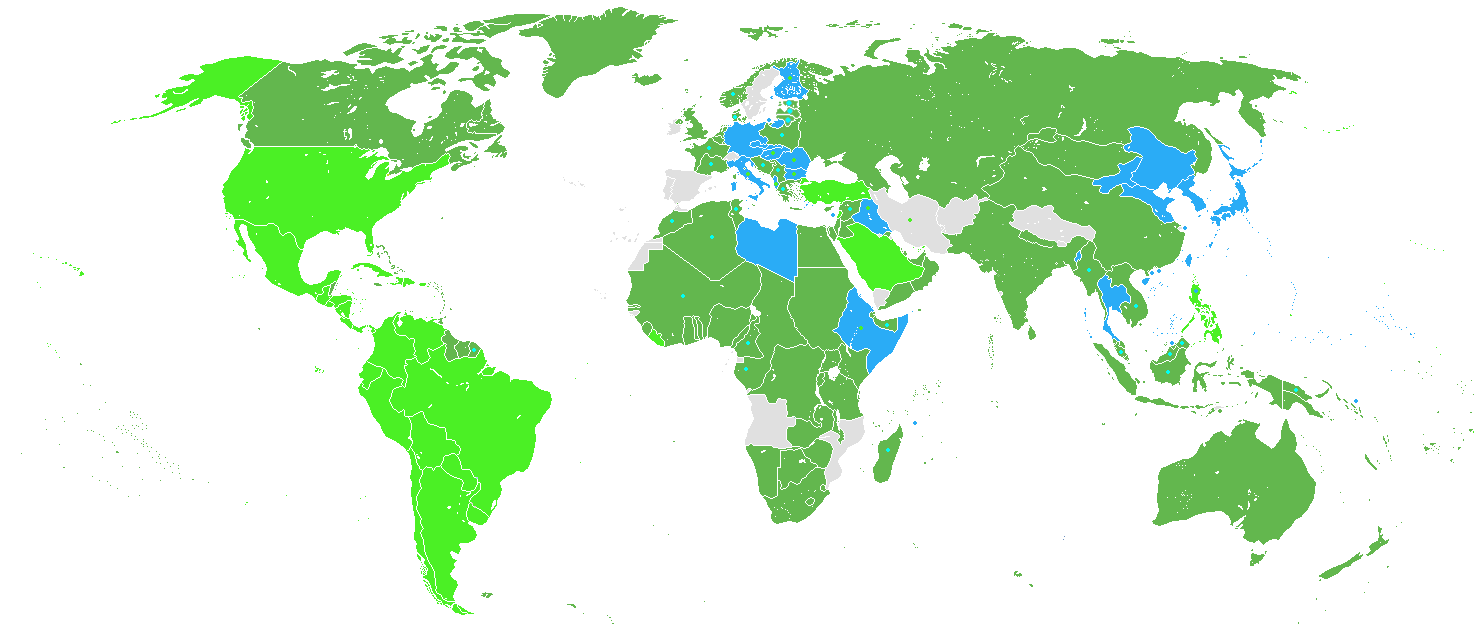
Mapa mundial amb els participants en la Segona Guerra Mundial
Potències de l'Eix
Aliats
Aliats després de l'atac a Pearl Harbor
Països neutrals

### Alemanya
Alemanya era, de facto, la potència líder de l'Eix, ja que disposava de les forces armades més potents i avançades tecnològicament. Adolf Hitler en va ser el comandant en cap, així com del Partit Nacional Socialista dels Treballadors Alemanys.
La invasió alemanya de Polònia l'1 de setembre de 1939 fou la causa immediata de l'esclat de la Segona Guerra Mundial. Des d'aleshores, l'Alemanya Nazi estigué contínuament en guerra, participant en pràcticament tots els fronts d'Europa i el nord d'Àfrica, fins pràcticament al final del conflicte; quan signà la rendició incondicional el 8 de maig (dia 9 a Moscou) de 1945.

### Itàlia
Els exèrcits feixistes italians eren liderats pel dictador Benito Mussolini (el Duce) i en nom del monarca Víctor Manuel III.

Mapa de les potències
Imperi nipó
URSS
Aliats
Aliats orientals
Potències de l'Eix
Territoris ocupats per l'Eix
Colònies de Vichy
URSS

Fou a Itàlia on sorgí el feixisme com a moviment polític, durant el període d'entreguerres, i el primer estat on prengué el poder (si fem abstracció dels governs autoritaris d'Hongria i el Japó). Després de la invasió d'Abissínia i Albània entrà en guerra a favor d'Alemanya el juny de 1940. Els fronts on lluitaren els soldats italians foren principalment el nord d'Àfrica, Grècia i Iugoslàvia.
Durant la invasió aliada de Sicília i d'Itàlia, Mussolini fou destituït i empresonat, i aparentment el feixisme havia estat derrocat, però poc després Alemanya envaí la península Itàlica, alliberant a Mussolini i establint al nord del País la República Social Italiana.

### Japó

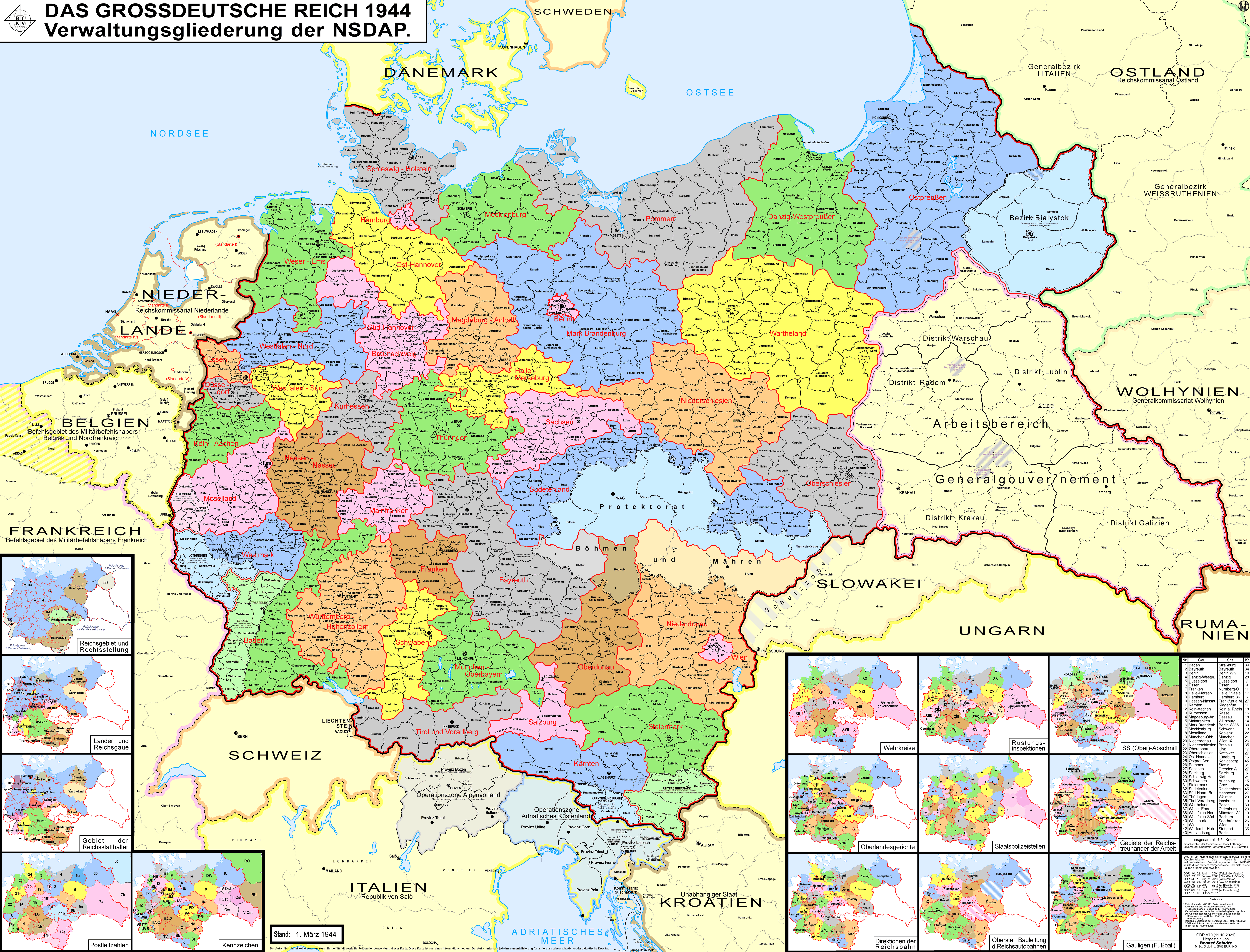
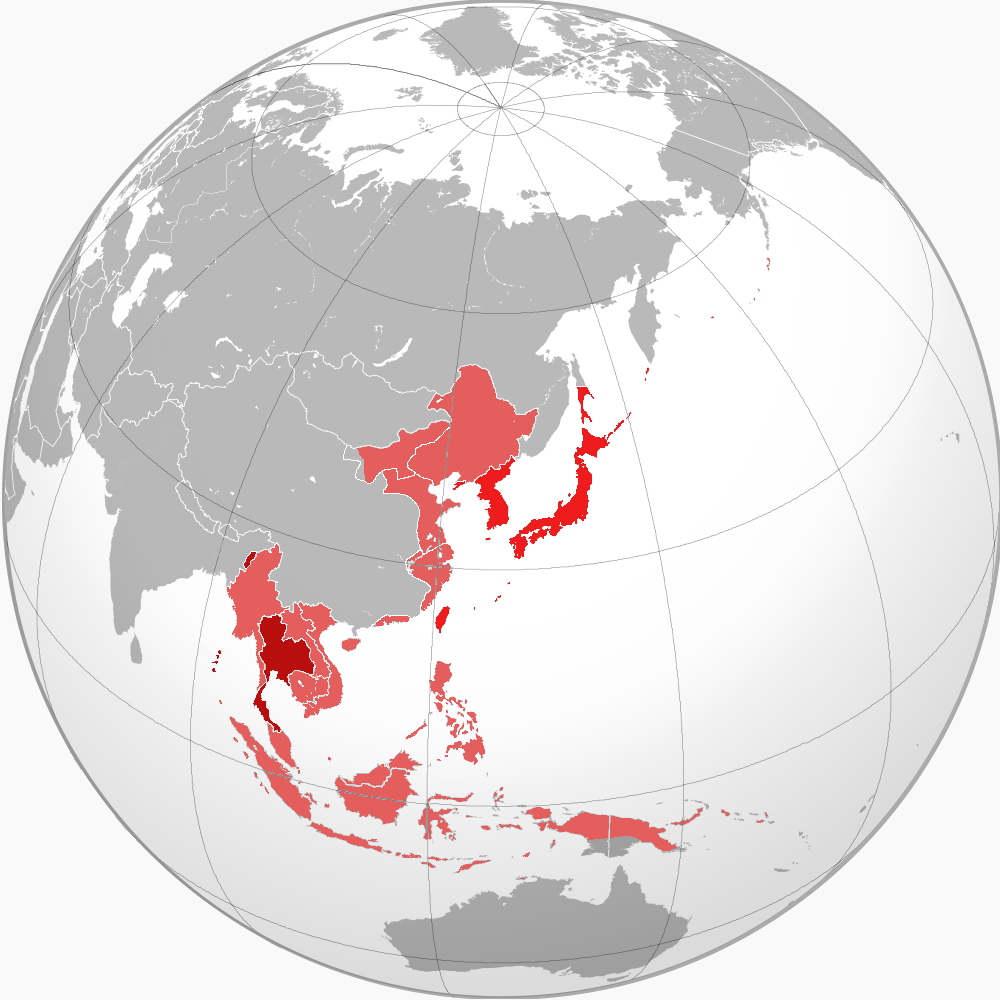

L'Imperi Japonès, amb l'emperador Shōwa i els primers ministres Fumimaro Konoe (1937-1939), Hideki Tōjō (1941-1944), Kuniaki Koiso (1944-1945) i Kantarō Suzuki (1945) era la principal força de l'Eix al Pacífic i a Àsia Oriental.

## Forces menors

### Hongria
Hongria es va adherir a les forces de l'Eix el 20 de novembre de 1940; era el primer estat que ho feia després de les tres potències bel·ligerants. El cap militar fou el regent Miklós Horthy.

### Romania
Era un govern nacional i ultradretà que al caure Alemanya es va tornar comunista.

### Bulgària

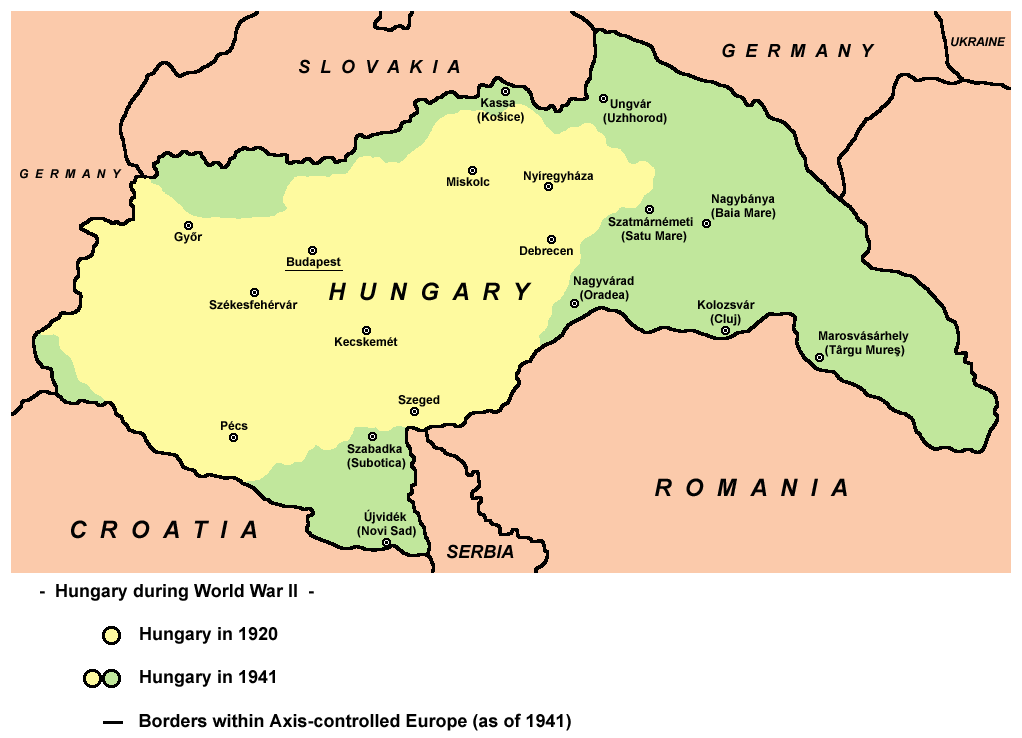
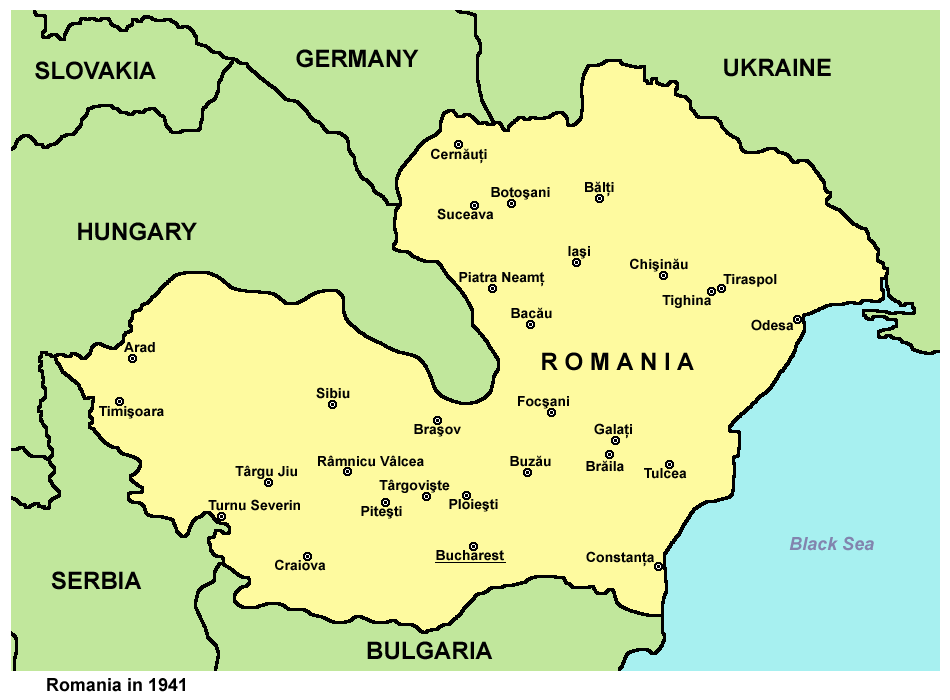
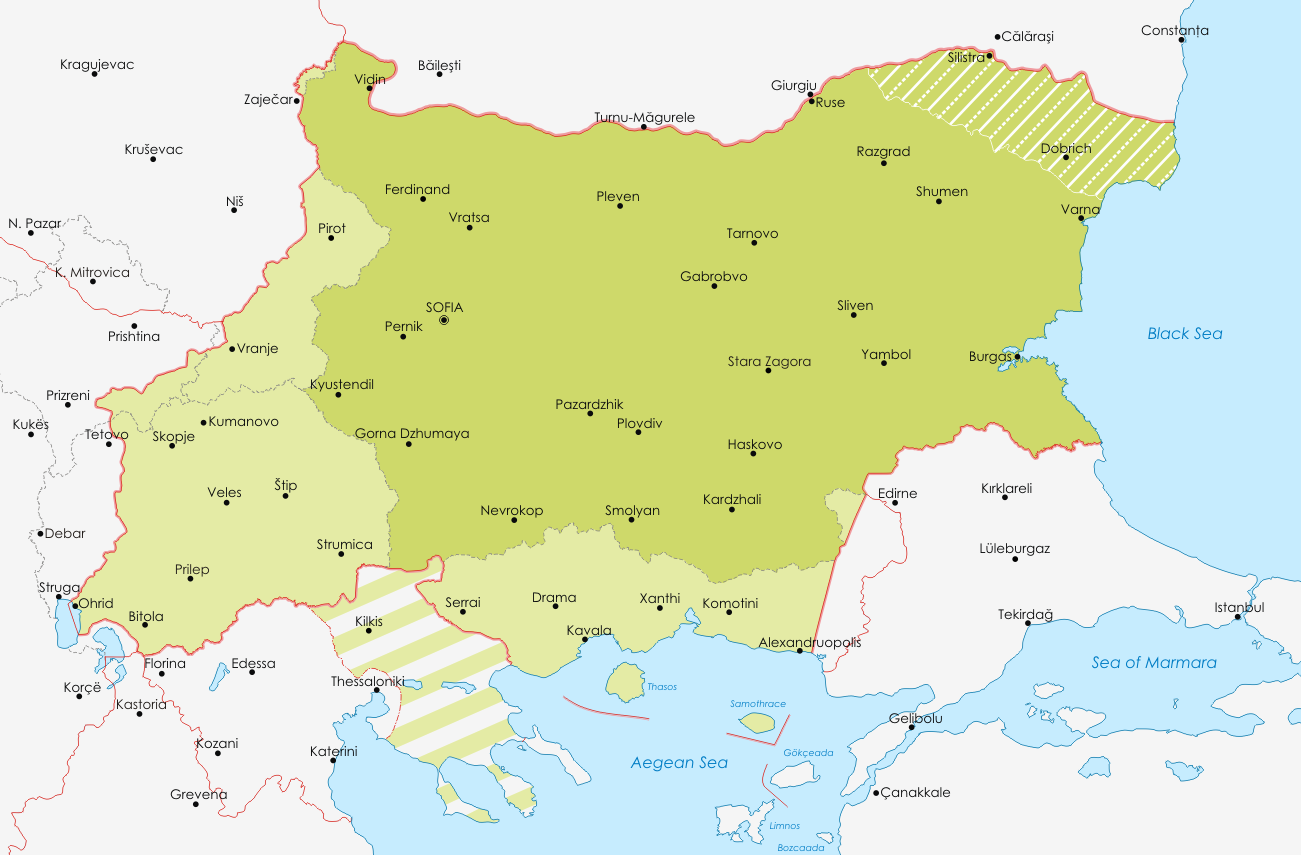

Es va aliar amb l'Eix, amb l'ànim de recuperar el territori perdut en les dècades anteriors. Emperò, va negar-se a declarar la guerra a l'URSS.

## Cooperants

### Finlàndia
Finlàndia va ser ocupada per tropes soviètiques dues vegades, durant la Guerra d'Hivern de 1939–1940 i durant la Guerra de Continuació de 1941–1944.

### Iraq
L'Iraq es va mantenir oficialment no bel·ligerant fins al 31 de març de 1940, quan va tenir lloc el cop d'estat protagonitzat per Raixid Ali Gaylani, qui va alinear-se amb l'Eix. El Regne Unit va intervenir, reinstaurant el regent Faisal II un any després.

### Tailàndia
El país va ser breument ocupat pel Japó el desembre de 1941. En l'armistici, Tailàndia va acceptar cooperar amb els esforços de guerra nipons.

## Estats titelles del Japó

### Manxukuo(Manxúria)

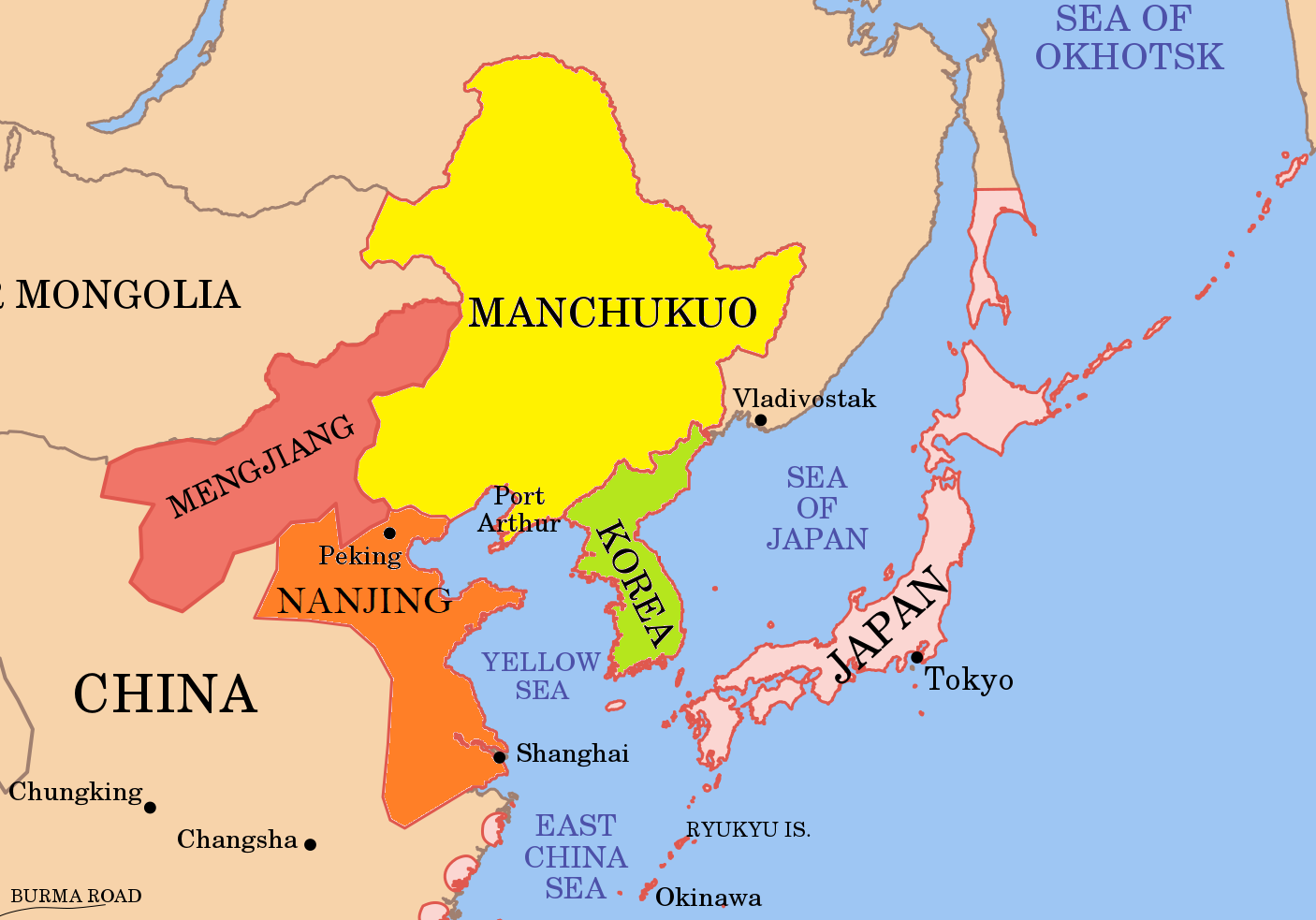
Manxukuo, Mengkukuo (Menjiang) i Nanjing al 1939.

Amb la invasió japonesa de la Xina, el 1931, Tòquio va "alliberar" Manxúria i va cedir el govern a l'exemperador xinès Pu Yi. L'URSS va envair Manxukuo el 1945, donant per acabat el protectorat japonès de la regió.

### Mengkukuo(Mongòlia Interior)
Quan es va crear Manxukuo, el nou país ocupava una part del territori de Mongòlia Interior. La resta de la regió també va emancipar-se de la Xina i formar Mengkukuo (o Mengjiang). Encara que l'objectiu dels locals era reafirmar el nacionalisme mongol, enfrontat al xinés, la realitat és que la població era conformada per un 80% de xinesos de l'ètnia han.

### Nanjing
El Govern Nacional Reorganitzat de la Xina va quedar sota les ordres del general Wang Jingwei, nascut com a oposició del govern oficial de Chiang Kai-shek a la República.

### Birmània(Règim de Ba Maw)
Birmània, colònia britànica, era l'única via terrestre per on els aliats podien enviar ajuda a la Xina, motiu pel qual els japonesos van preparar-ne la invasió. El govern titella va ser encomanat a Ba Maw, antic lider birmà represaliat pels britànics. El Regne Unit aliat va recuperar el territori el 1945.

### Govern Provisional de l'ÍndiaLliure
El 1943 es va crear un govern alternatiu, anomenat Azad Hind, format per nacionalistes indis que exigien el final del Raj Britànic.

### Filipines(Segona República)
La Mancomunitat Filipina era un estat associat als Estats Units. Fou envaïda pels japonesos, sent una de les pitjors derrotes (per nombre de baixes) dels nord-americans. El Japó va constituir la Segona República filipina, que va comptar amb escàs suport popular.

### Indoxina

#### Vietnam(Imperi del Vietnam)
Després de l'establiment del règim de Vichy a França el 1940, les forces japoneses van ocupar Vietnam, tot deixant el control administratiu formal als francesos. Els recursos naturals van ser explotats pel Japó per a les seves campanyes militars en la resta de la Indoxina francesa, i posteriorment Birmània, Malàisia i l'Índia. En acabar la guerra, el país es va partir en dos.

#### Cambodja
A mitjans de 1941, es va repetir el mateix guió que a Vietnam, amb els japonesos envaint el territori. No obstant, la ingerència nipona fou menys intensa a Cambodja que al seu veí de l'est, producte de l'habilitat política del monarca Norodom Sihanuk. Quan Vichy va caure, Sihanuk va declarar la independència del país, mantenint-se partidari dels interessos nipons.

#### Laos

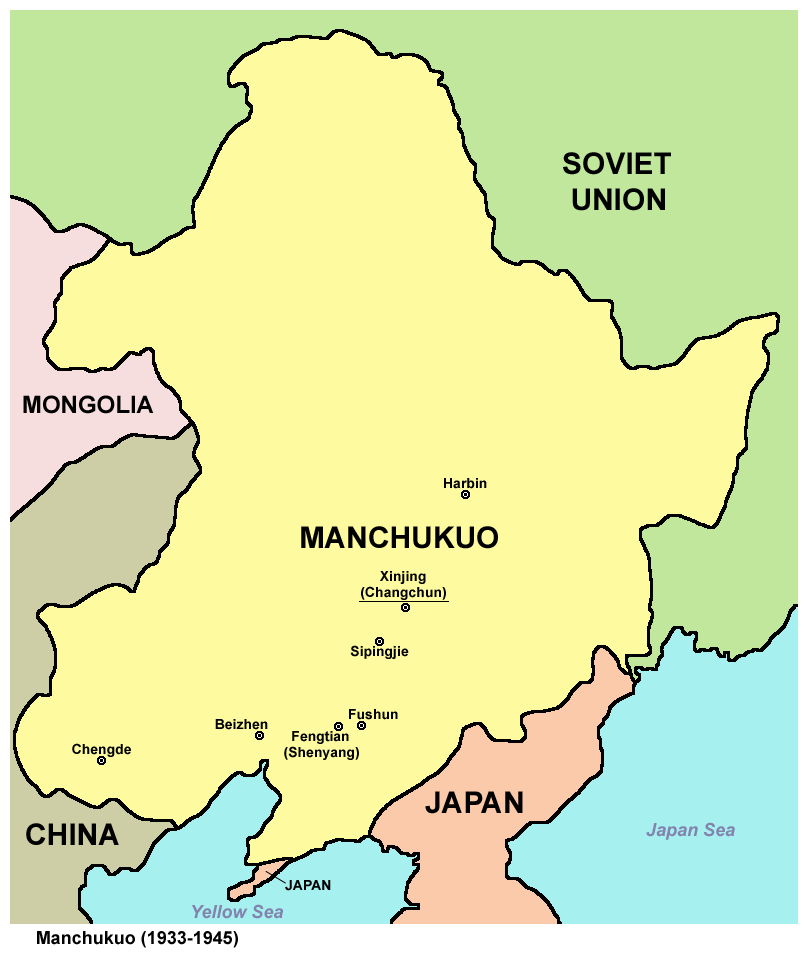
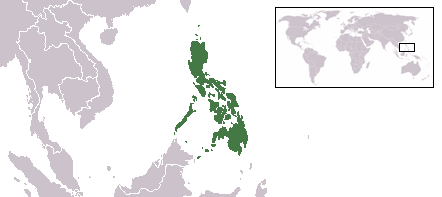

El país va viure sota el domini administratiu de Vichy, el domini territorial japonès i els intents per redissenyar els límits fronterers amb Tailàndia. Quan França va ser alliberada, Japó va crear a Laos un nou estat titella, el Regne de Luang Prabang.

## Estats titelles d'Itàlia

### Montenegro

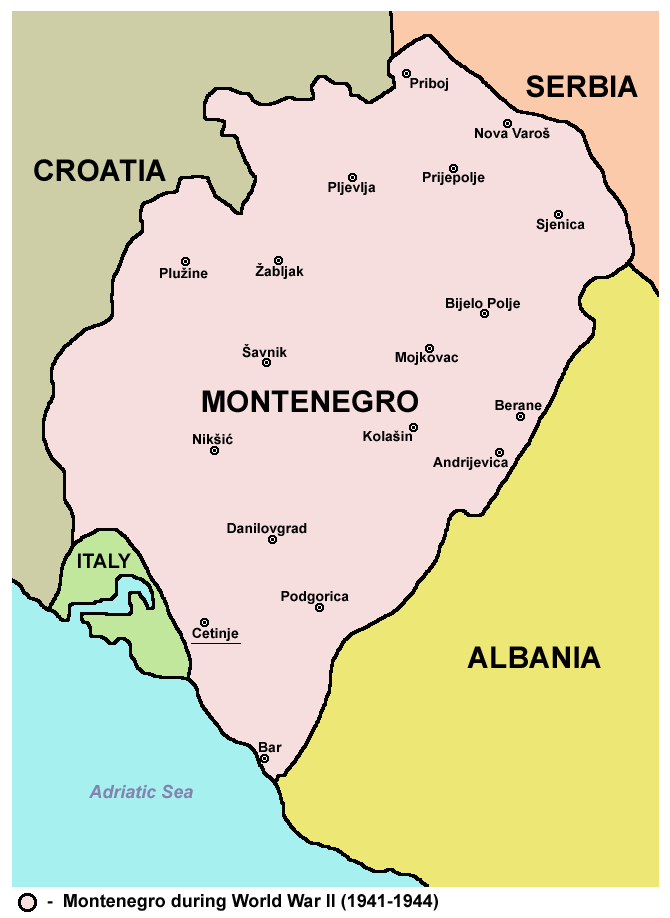

Quan es va produir la invasió de Iugoslàvia, Itàlia va ocupar Montenegro. Va forçar a que el territori declarés la seva independència i es formés un govern pro-italià, amb el monarca Victor Manuel III actuant de regent. Quan Itàlia va rendir-se el 1943, Montenegro va ser ocupat per Alemanya, fins a la retirada definitiva el 1944.

## Règims titelles d'Alemanya

### Eslovàquia

Alemanya va envair la meitat txeca de Txecoslovàquia, transformant-la en el Protectorat de Bohèmia i Moràvia. La meitat eslovaca va constituir-se en república, dirigida pel sacerdot catòlic Josef Tiso i amb un gabinet proalemany format majoritàriament per militars nazis.

### Sèrbia(Règim de Nedić)
Després de l'ocupació iugoslava, els nazis van deixar Sèrbia sota el control del general Milan Nedić. El règim va terminar gràcies a l'actuació de partisans iugoslaus, amb l'ajuda de l'URSS.

### Itàlia(República de Salò)
El 1943, Benito Mussolini va ser empresonat pel rei Victor Manuel, però va ser alliberat per l'exèrcit alemany mesos després. El Duce va fugir a Salò, al nord del país, encara sota control de l'Eix. Des d'allà va dirigir la República Social Italiana, depenent econòmica i militarment dels nazis.

### Albània(Sota el control alemany)
A mitjans dels anys vint, Zogú I va signar un tractat d'amistat i un altre d'aliança defensiva amb Mussolini, que deixaren Albània sota el control absolut d'Itàlia. Els partisans comunistes van apoderar-se del país a finals de 1944.

### Hongria(Règim de Szálas)
El cap d'estat, Miklós Horty, va participant de l'atac a l'URSS, però després va procurar acords amb els Aliats. L'Alemanya nazi va envair el país el 1944 i va instaurar un Govern d'Unitat Nacional, encapçalat pel líder de la Creu Fletxada, Ferenc Szálasi.

### Macedònia Vardar

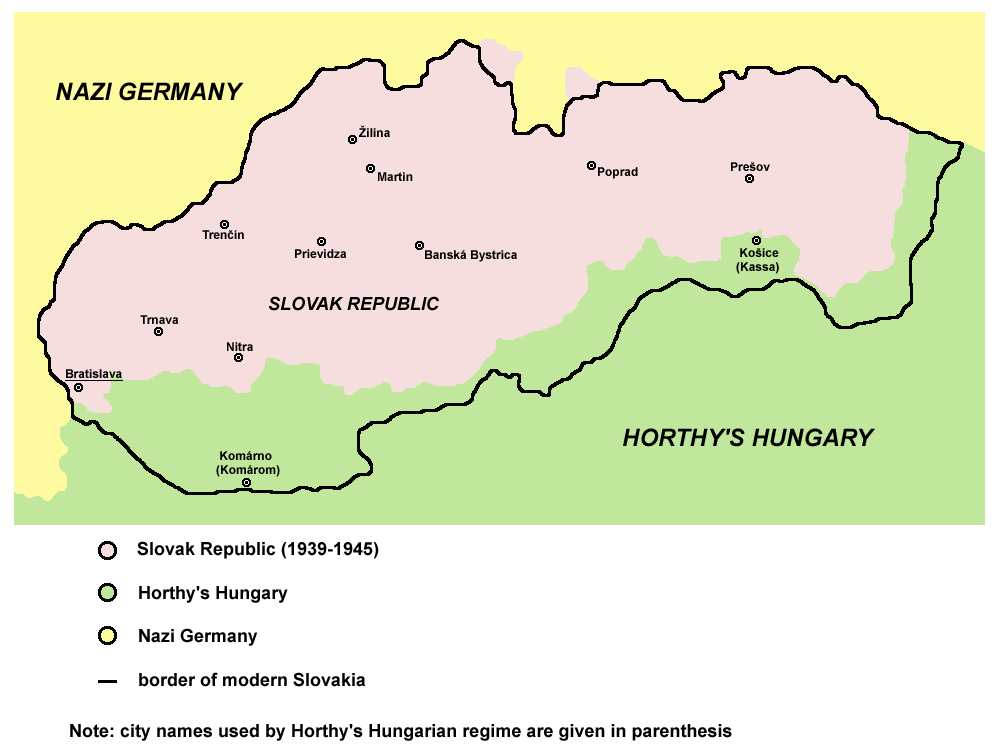
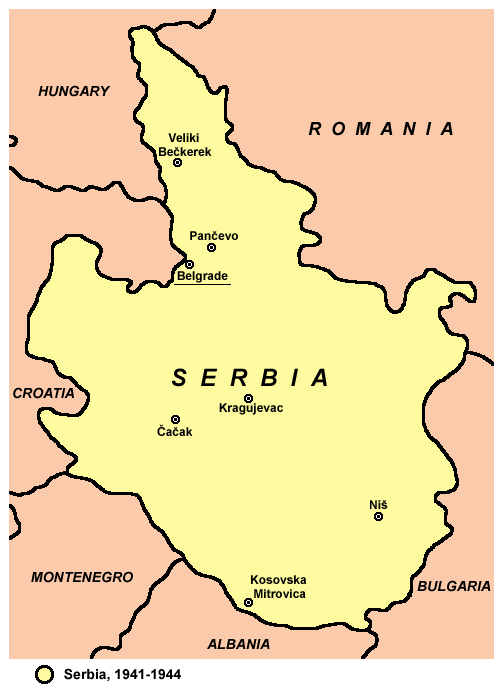
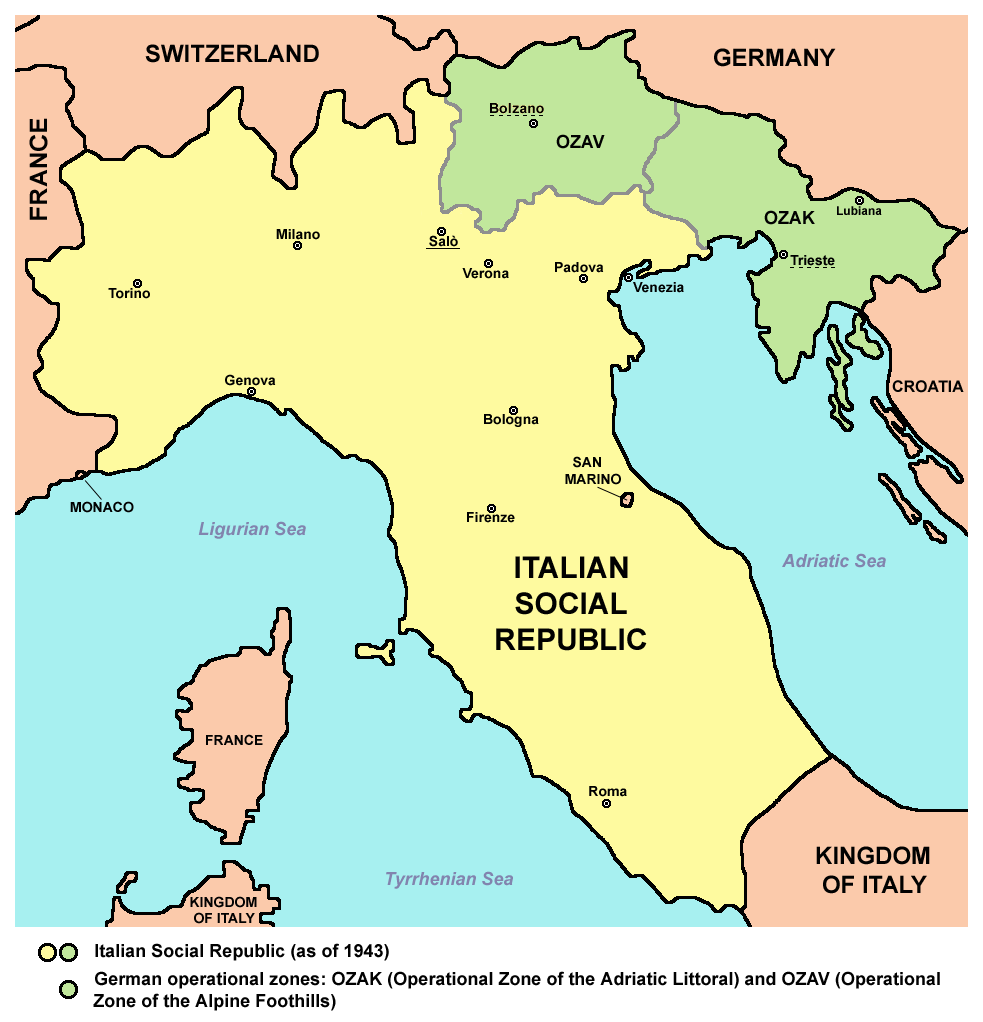
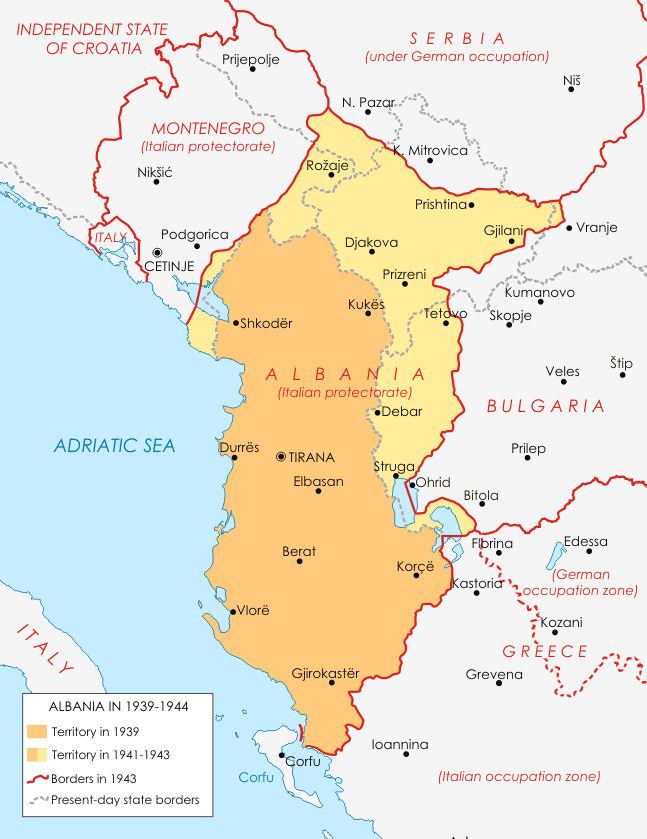

Quan va desintegrar-se el regne de Iugoslàvia, la província de Macedònia Vardar, va ser repartida entre Bulgària i Albània, que van annexionar-se els territoris conquerits.

## Titelles conjunts italo-alemany

### Croàcia
Croàcia va ser ocupada per Alemanya durant la invasió d'Iugoslàvia (1940) i convertida en un estat nominalment independent el 10 d'abril de 1941, incloent Bòsnia i Hercegovina dintre de les seves fronteres. Es constituí en monarquía amb Tonislau II (cosí de Víctor Manuel III, de la Casa de Savoia) com a rei, encara que el monarca no estigué mai al país. El regne estava controlat pel partit Ústaixa, partidari del nacionalsocialisme i dirigit per Ante Pavelić.

### Grècia

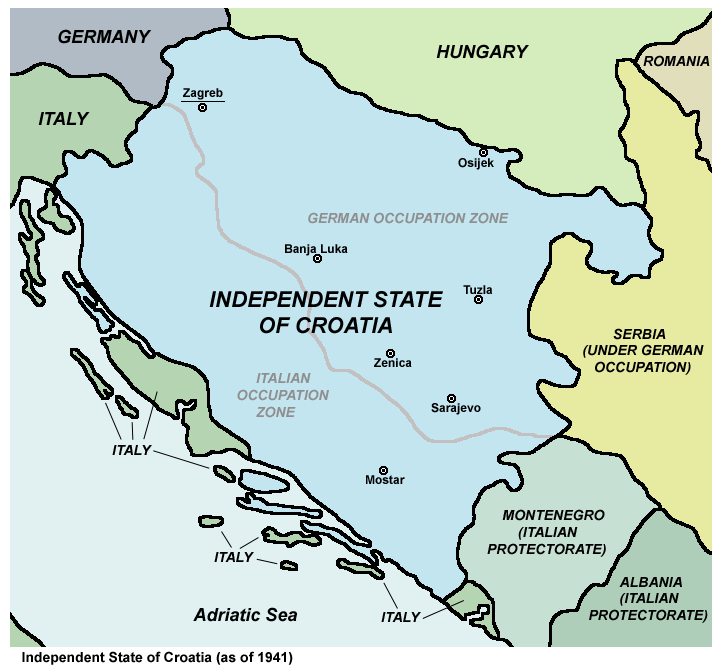
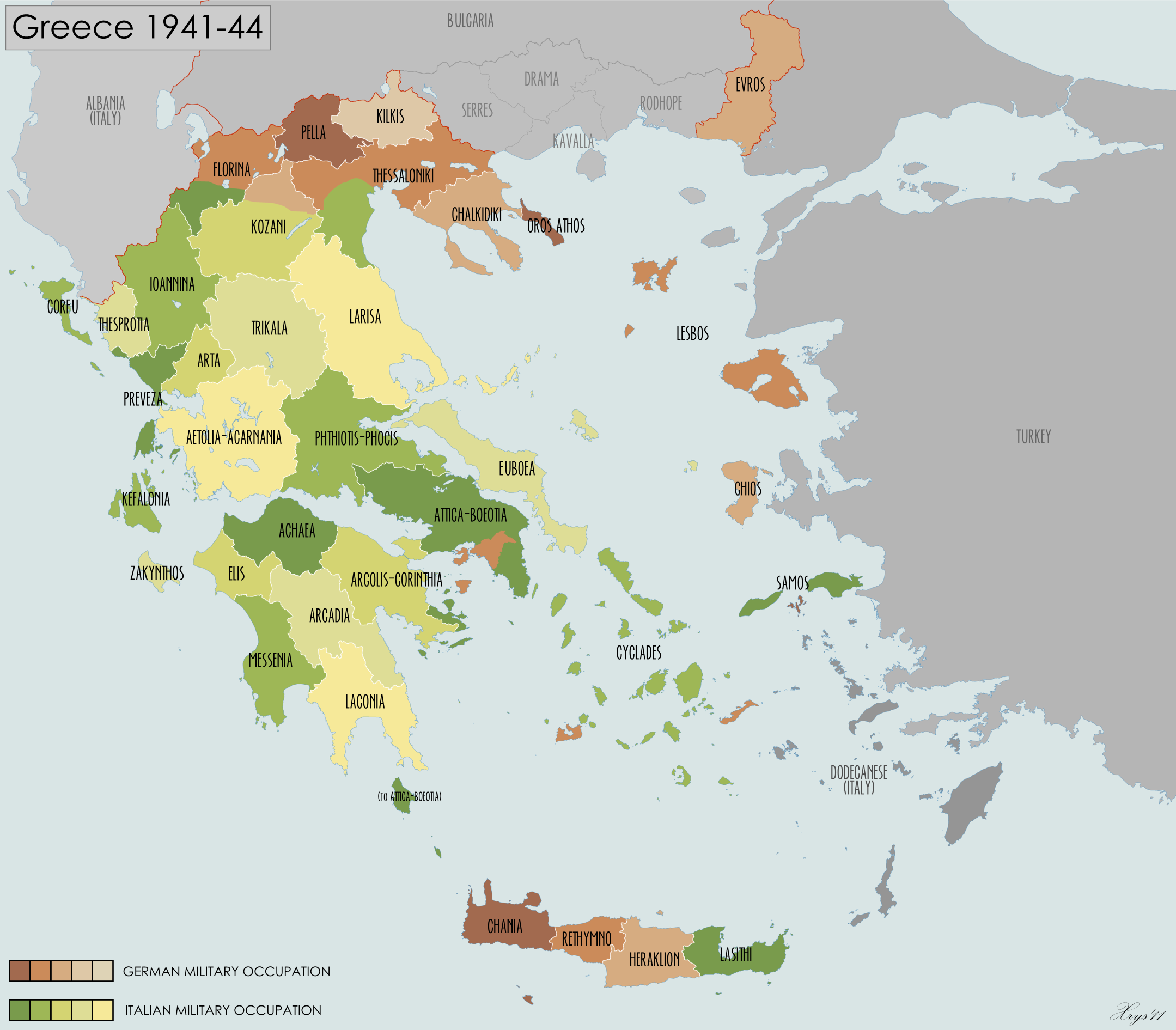

Grècia va resistir l'atac inicial d'Itàlia, que va haver de recular fins Albània. Però els hel·lènics no van poder fer res contra la segona invasió de l'Eix, a mans d'Alemanya. Un cop els grecs van claudicar, el territori va ser ocupat per italians, alemanys i búlgars.

## Col·laboradors de l'Eix

### França de Vichy(Règim de Vichy)

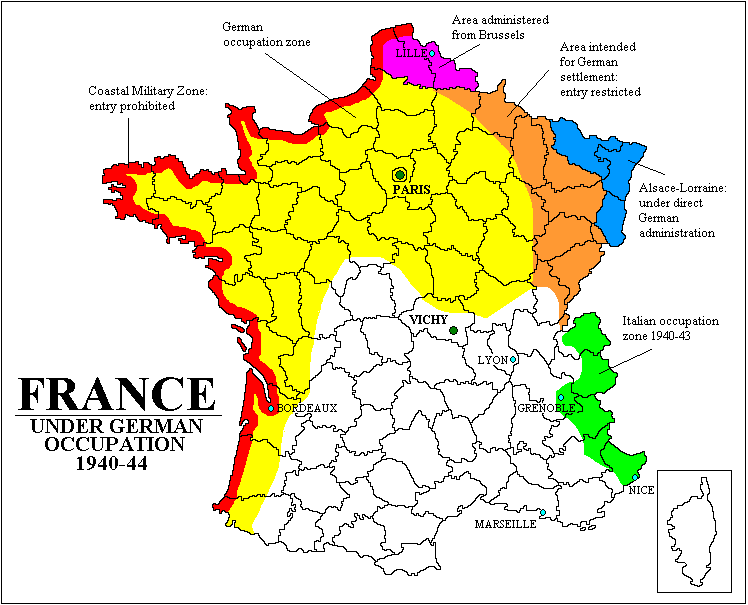
Mapa de la França resultant de les clausules de l'Armistici: en vermell, la costa prohibida sota jurisdicció militar alemanya; en groc, la zona d'ocupació militar alemanya; en rosa, la zona sota l'administració del Govern Militar alemany de Brussel·les; en taronja, la zona d'accés restringit a l'est; en blau, Alsàsia i Lorena, incorporades de facto a Alemanya; en verd, la zona d'ocupació italiana; i en blanc, l'anomenada zona lliure, administrada per la França de Vichy.

Constituïda el juliol de 1940 a la meitat sud de França, poc després de la derrota i capitulació francesa davant d'Alemanya, fou un estat titella dirigit pel Mariscal Henri Philippe Pétain. El mateix Pétain va dir: «J'entre aujourd'hui dans la voie de la collaboration....». El govern de Vichy deixà de tenir a la pràctica poder, a més d'haver de subministrar l'exèrcit nazi amb aliments, matèries primeres i béns industrials.

### Iugoslàvia
El regent Pau de Iugoslàvia va alinear-se amb l'Eix arran de la firma del Tractat de Viena del 25 de març de 1941, però la incertesa davant la declaració de majoria d'edat del monarca titular, Pere II, van portar a la Invasió de Iugoslàvia per part d'Alemanya i el posterior desmembrament del país.

## Casos polèmics

### Unió Soviètica
Governada per Ióssif Stalin, tenia un pacte de no-agressió amb Alemanya des del 1939 (el Pacte Mólotov-Ribbentrop), pel qual els dos estats es repartien l'Europa Oriental. Els nazis van trencar l'acord i va activar la operació Barba-Roja, envaint l'URSS el 1941. Així doncs, la Unió Soviètica passà a formar part del bàndol Aliat, i prengué un paper protagonista en la derrota de l'Eix.

### Espanya
El líder d'Espanya era el General Francisco Franco, des de la victòria del bàndol nacional a la Guerra Civil espanyola. Mostrava semblances amb el feixisme de l'Eix, però davant del desenvolupament del conflicte va mantenir una aparent neutralitat i acabà essent pro-aliat a les darreries del conflicte. Únicament va ajudar a les forces de l'Eix amb una divisió de soldats (la Divisió Blava), enviada a Rússia per donar suport a la invasió alemanya.

### Dinamarca
Va ser ocupada per Alemanya a la Segona Guerra Mundial, però conservà les seves institucions de govern (inclosa la monarquia), i una relativa autonomia de Berlín fins a ben avançada la guerra.

### Suècia
Es mantingué neutral a la Segona Guerra Mundial, però s'integrà econòmicament a la maquinària bèl·lica alemanya, subministrant sobretot ferro. També va permetre l'avanç de la Wehrmacht durant la invasió a Noruega. D'altra banda, Suècia es va acollir refugiats de guerra i, en els darrers dos anys de conflicte, va autoritzar l'ús dels seus aeròdroms a l'aviació aliada.

### Suïssa
Es va mantenir neutral durant tot el conflicte, però proporcionava diners i deixava que l'exèrcit alemany entrés al país. Després del dia D va tornar-se mitjanament en contra, deixant el finançament en armament.

### Sant Marino
Tot i tenir un govern feixista des dels anys vint, el país va declarar-se neutral. Va aconseguir no veure's implicat en el conflicte fins l'estiu de 1944, quan l'exercit alemany va traspassar les seves fronteres, provocant a continuació la invasió dels aliats.